# یاوگیلدی
یاوگیلدی (انگلیسی: Yavgildy) یک شهرک در شهرستان گافوریسکی استان باشقیرستان کشور روسیه است.